# Scott Redding
Scott Redding (4 de enero de 1993, Quedgeley, Gloucester, Reino Unido) es un piloto inglés de motociclismo que corre en el Campeonato Mundial de Superbikes con el número 45 en el equipo MGM Bonovo Racing.

## Biografía

### Temporada en 125cc
Scott Redding llegó al escenario mundialista tras destacar en la edición 2006 de la Red Bull MotoGP Academy y se postuló como una de las nuevas esperanzas del motociclismo británico en la temporada 2008, al ganar el GP de Gran Bretaña y convertirse en el vencedor más joven de la historia del Mundial de Motociclismo. Terminó la temporada en el 11.º puesto de la general y como Mejor Debutante del Año. Ese éxito le aseguró una moto de fábrica para 2009, de nuevo con el equipo Blusens Aprilia. Su campaña resultó fallida por la suma de varios problemas mecánicos y la mala suerte. Su tercer puesto en Donington fue el resultado más destacado de un curso en el que acumuló hasta ocho carreras sin terminar y en el que sumó la mitad de puntos que la temporada precedente. 

### Temporada en Moto2
En 2010 dio el salto a Moto2 y se afianzó gradualmente hasta convertirse en uno de los protagonistas habituales durante la segunda mitad de la temporada, en la que sumó dos podios y diversas clasificaciones en primera fila. En 2011 disputó su segunda temporada en Moto2, ya como uno de los aspirantes al título pero una campaña irregular le dejó con la 15.ª posición final. En 2012, siguió con el Marc VDS Racing Team, pero con una nueva moto, la Kalex. El británico sumó cuatro podios y se clasificó seis veces en primera fila en una sólida campaña que concluyó firmando la quinta posición de la general. Pese a barajar un hipotético paso a MotoGP, Redding optó finalmente por quedarse en Moto2 en 2013 para pelear una vez más por el título con el Marc VDS Team.

### MotoGP

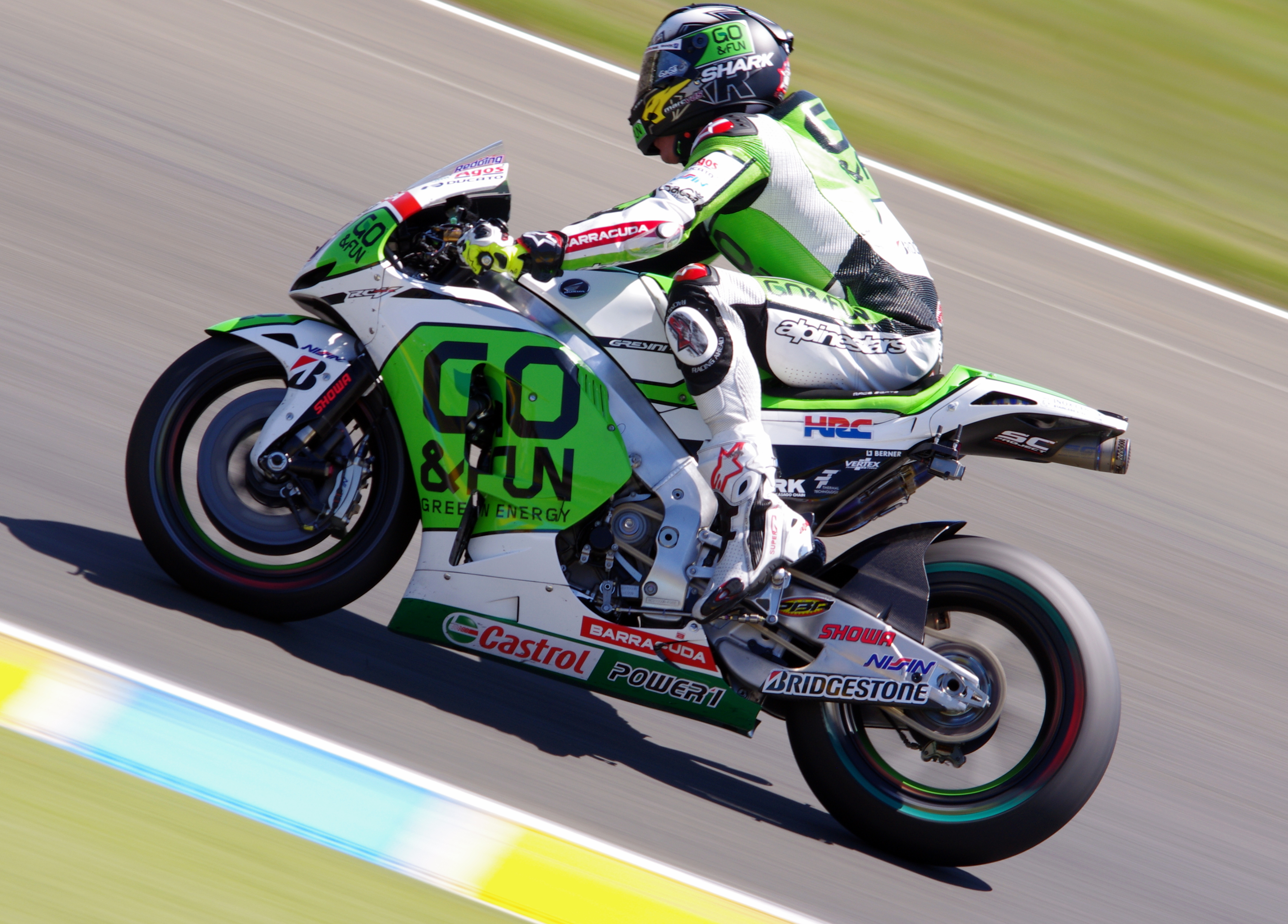
Redding en el GP de Francia 2014

#### 2014
Redding subió a MotoGP con el equipo GO&FUN Honda Gresini montando una Honda RCV1000R. Su compañero de equipo fue Álvaro Bautista. Fue consistente durante el año, terminando cada carrera excepto en Austin. Su mejor resultado fue un séptimo lugar en dos ocasiones, en la ronda de apertura de temporada en Catar y en Phillip Island. Terminó 12.º en el campeonato, anotando 81 puntos. También fue subcampeón en la clase "Open", a 45 puntos de Aleix Espargaró.

#### 2015
En 2015, Redding se quedó en MotoGP, uniéndose a su antiguo equipo el Marc VDS Racing Team. Montando una Honda RC213V de especificación de fábrica. En el Gran Premio de San Marino, Redding logró su primer podio de MotoGP con un tercer puesto a pesar de caerse temprano en la carrera. Con Bradley Smith terminando en segundo lugar, el dúo se convirtió en el primer par de pilotos británicos en terminar en un podio de la clase reina desde Barry Sheene y Tom Herron lo hizo en el Gran Premio de Venezuela en 1979.

#### 2016
El 30 de agosto de 2015, la mañana de su carrera de casa en Silverstone, se anunció que Redding se uniría al Pramac Racing para la temporada 2016, sustituyendo a Yonny Hernández junto a Danilo Petrucci.

## Resultados

### Campeonato del Mundo de Motociclismo

#### Por temporada
| Año   | Cat.   | Moto                    | Equipo                        | N.º   | Carreras | Victorias | Podiums | Poles | V.Ráp. | Pts.   | Pos. |
| ----- | ------ | ----------------------- | ----------------------------- | ----- | -------- | --------- | ------- | ----- | ------ | ------ | ---- |
| 2008  | 125cc  | Aprilia RS125           | Blusens Aprilia Junior        | 45    | 17       | 1         | 1       | 0     | 2      | 105    | 11.º |
| 2009  | 125cc  | Aprilia RSA125          | Blusens Aprilia               | 45    | 16       | 0         | 1       | 0     | 0      | 50.5   | 15.º |
| 2010  | Moto2  | Suter-Honda             | Marc VDS Racing Team          | 45    | 17       | 0         | 2       | 0     | 1      | 102    | 8.º  |
| 2011  | Moto2  | Suter-Honda             | Marc VDS Racing Team          | 45    | 17       | 0         | 0       | 0     | 0      | 63     | 15.º |
| 2012  | Moto2  | Kalex-Honda             | Marc VDS Racing Team          | 45    | 17       | 0         | 5       | 0     | 0      | 165    | 5.º  |
| 2013  | Moto2  | Kalex-Honda             | Marc VDS Racing Team          | 45    | 15       | 3         | 7       | 3     | 1      | 225    | 2.º  |
| 2014  | MotoGP | Honda RCV1000R          | Go&Fun Gresini Honda          | 45    | 18       | 0         | 0       | 0     | 0      | 81     | 12.º |
| 2015  | MotoGP | Honda RC213V            | Estrella Galicia 0,0 Marc VDS | 45    | 18       | 0         | 1       | 0     | 0      | 84     | 13.º |
| 2016  | MotoGP | Ducati Desmosedici GP15 | Octo Pramac Yakhnich          | 45    | 18       | 0         | 1       | 0     | 0      | 74     | 15.º |
| 2017  | MotoGP | Ducati Desmosedici GP16 | Octo Pramac Racing            | 45    | 18       | 0         | 0       | 0     | 1      | 64     | 14.º |
| 2018  | MotoGP | Aprilia RS-GP           | Aprilia Racing Team Gresini   | 45    | 18       | 0         | 0       | 0     | 0      | 20     | 21.º |
| Total | Total  | Total                   | Total                         | Total | 189      | 4         | 18      | 3     | 5      | 1033.5 |      |

#### Por categoría
| Categoría | Temporadas  | 1.er Gran Premio | 1.er Podio        | 1.ª Victoria      | Carreras | Victorias | Podios | Poles | V.Ráp. | Pts.   | CM |
| --------- | ----------- | ---------------- | ----------------- | ----------------- | -------- | --------- | ------ | ----- | ------ | ------ | -- |
| 125 cc    | 2008–2009   | Catar 2008       | Gran Bretaña 2008 | Gran Bretaña 2008 | 33       | 1         | 2      | 0     | 2      | 155.5  | 0  |
| Moto2     | 2010–2013   | Catar 2010       | Indianápolis 2010 | Francia 2013      | 66       | 3         | 14     | 3     | 2      | 555    | 0  |
| MotoGP    | 2014–2018   | Catar 2014       | San Marino 2015   |                   | 90       | 0         | 2      | 0     | 1      | 323    | 0  |
| Total     | 2008 – 2018 | 2008 – 2018      | 2008 – 2018       | 2008 – 2018       | 189      | 4         | 18     | 3     | 5      | 1033.5 | 0  |

#### Posiciones por año
(Carreras en negrita indica pole position, carreras en cursiva indica vuelta rápida) 
| Año  | Cat.   | Moto    | 1      | 2       | 3      | 4       | 5       | 6       | 7       | 8       | 9       | 10      | 11      | 12      | 13     | 14      | 15      | 16      | 17     | 18      | 19     | Pos. | Pts. |
| ---- | ------ | ------- | ------ | ------- | ------ | ------- | ------- | ------- | ------- | ------- | ------- | ------- | ------- | ------- | ------ | ------- | ------- | ------- | ------ | ------- | ------ | ---- | ---- |
| 2008 | 125cc  | Aprilia | QAT 5  | SPA 7   | POR 21 | CHN Ret | FRA Ret | ITA 14  | CAT 6   | GBR 1   | NED Ret | GER 8   | CZE 11  | RSM Ret | IND 4  | JPN 8   | AUS 10  | MAL Ret | VAL 8  |         |        | 11.º | 105  |
| 2009 | 125cc  | Aprilia | QAT 13 | JPN Ret | SPA 4  | FRA Ret | ITA 7   | CAT 11  | NED Ret | GER Ret | GBR 3   | CZE 15  | IND Ret | RSM Ret | POR 16 | AUS 11  | MAL Ret | VAL Ret |        |         |        | 15.º | 50.5 |
| 2010 | Moto2  | Suter   | QAT 23 | SPA 16  | FRA 11 | ITA 21  | GBR 4   | NED 11  | CAT Ret | GER Ret | CZE 22  | IND 3   | RSM Ret | ARA 8   | JPN 5  | MAL Ret | AUS 2   | POR 4   | VAL 5  |         |        | 8.º  | 102  |
| 2011 | Moto2  | Suter   | QAT 31 | SPA 23  | POR 25 | FRA 16  | CAT 11  | GBR 5   | NED 24  | ITA 27  | GER 7   | CZE 26  | IND 5   | RSM 5   | ARA 15 | JPN 20  | AUS 7   | MAL 10  | VAL 30 |         |        | 15.º | 63   |
| 2012 | Moto2  | Kalex   | QAT 6  | SPA 4   | POR 11 | FRA 3   | CAT 10  | GBR 2   | NED 3   | GER Ret | ITA 6   | IND 6   | CZE Ret | RSM 7   | ARA 3  | JPN 4   | MAL 11  | AUS 3   | VAL 22 |         |        | 5.º  | 165  |
| 2013 | Moto2  | Kalex   | QAT 2  | AME 5   | SPA 2  | FRA 1   | ITA 1   | CAT 4   | NED 2   | GER 7   | IND 3   | CZE 8   | GBR 1   | RSM 6   | ARA 4  | MAL 7   | AUS DNS | JPN DNS | VAL 15 |         |        | 2.º  | 225  |
| 2014 | MotoGP | Honda   | QAT 7  | AME Ret | ARG 14 | SPA 13  | FRA 12  | ITA 13  | CAT 13  | NED 12  | GER 11  | IND 9   | CZE 11  | GBR 10  | RSM 13 | ARA 10  | JPN 16  | AUS 7   | MAL 10 | VAL 10  |        | 12.º | 81   |
| 2015 | MotoGP | Honda   | QAT 13 | AME Ret | ARG 9  | SPA 13  | FRA Ret | ITA 11  | CAT 7   | NED 13  | GER Ret | IND 13  | CZE 12  | GBR 6   | RSM 3  | ARA 12  | JPN 10  | AUS 11  | MAL 11 | VAL 15  |        | 13.º | 84   |
| 2016 | MotoGP | Ducati  | QAT 10 | ARG Ret | AME 6  | SPA 19  | FRA Ret | ITA Ret | CAT 16  | NED 3   | GER 4   | AUT 8   | CZE 15  | GBR 17  | RSM 15 | ARA 19  | JPN 9   | AUS 7   | MAL 15 | VAL 14  |        | 15.º | 74   |
| 2017 | MotoGP | Ducati  | QAT 7  | ARG 8   | AME 12 | SPA 11  | FRA Ret | ITA 12  | CAT 13  | NED Ret | GER 20  | CZE 16  | AUT 12  | GBR 8   | RSM 7  | ARA 14  | JPN 16  | AUS 11  | MAL 13 | VAL Ret |        | 14.º | 64   |
| 2018 | MotoGP | Aprilia | QAT 20 | ARG 12  | AME 17 | SPA 15  | FRA Ret | ITA Ret | CAT 12  | NED 14  | GER 15  | CZE Ret | AUT 20  | GBR C   | RSM 21 | ARA 16  | THA 16  | JPN 19  | AUS 13 | MAL 19  | VAL 11 | 21.º | 20   |

### Campeonato Británico de Superbikes

#### Por temporada
| Año   | Moto                 | Equipo                      | Carreras | Victorias | Podios | Poles | V.Rap. | Pts. | Pos. |
| ----- | -------------------- | --------------------------- | -------- | --------- | ------ | ----- | ------ | ---- | ---- |
| 2019  | Ducati Panigale V4 R | Be Wiser Ducati Racing Team | 27       | 11        | 20     | 8     | 5      | 697  | 1.º  |
| Total |                      |                             | 27       | 11        | 20     | 8     | 5      | 697  |      |

- * Temporada en curso.

#### Carreras por año
(Carreras en negrita indica pole position, carreras en cursiva indica vuelta rápida).
| Año  | Moto   | 1     | 1       | 2     | 2     | 3     | 3     | 3     | 4      | 4     | 5     | 5     | 6     | 6     | 7     | 7      | 8     | 8       | 9     | 9     | 9     | 10    | 10    | 11    | 11    | 12    | 12    | 12    | Pos. | Pts. |
| Año  | Moto   | R1    | R2      | R1    | R2    | R1    | R2    | R3    | R1     | R2    | R1    | R2    | R1    | R2    | R1    | R2     | R1    | R2      | R1    | R2    | R3    | R1    | R2    | R1    | R2    | R1    | R2    | R3    | Pos. | Pts. |
| ---- | ------ | ----- | ------- | ----- | ----- | ----- | ----- | ----- | ------ | ----- | ----- | ----- | ----- | ----- | ----- | ------ | ----- | ------- | ----- | ----- | ----- | ----- | ----- | ----- | ----- | ----- | ----- | ----- | ---- | ---- |
| 2019 | Ducati | SIL 3 | SIL Ret | OUL 5 | OUL 4 | DON 1 | DON 1 | DON 1 | BRH 22 | BRH 3 | KNO 2 | KNO 1 | SNE 1 | SNE 1 | THR 2 | THR 22 | CAD 4 | CAD Ret | OUL 3 | OUL 1 | OUL 3 | ASS 1 | ASS 1 | DON 1 | DON 1 | BRH 3 | BRH 2 | BRH 3 | 1.º  | 697  |

- * Temporada en curso.

### Campeonato Mundial de Superbikes

#### Por temporada
| Año   | Motocicleta          | Equipo                           | Carreras | Victorias | Podios | Poles | V.Rap. | Pts. | Pos. |
| ----- | -------------------- | -------------------------------- | -------- | --------- | ------ | ----- | ------ | ---- | ---- |
| 2020  | Ducati Panigale V4 R | Aruba.it Racing – Ducati         | 24       | 5         | 14     | 1     | 3      | 305  | 2.º  |
| 2021  | Ducati Panigale V4 R | Aruba.it Racing – Ducati         | 37       | 7         | 23     | 1     | 9      | 501  | 3.º  |
| 2022  | BMW M1000RR          | BMW Motorrad WorldSBK Team       | 36       | 0         | 3      | 0     | 0      | 204  | 8.º  |
| 2023  | BMW M1000RR          | ROKIT BMW Motorrad WorldSBK Team | 36       | 0         | 0      | 0     | 0      | 126  | 14.º |
| 2024  | BMW M1000RR          | Bonovo Action BMW                | 36       | 0         | 0      | 0     | 0      | 107  | 15.º |
| 2025  | Ducati Panigale V4 R | MGM Bonovo Racing                | 9        | 0         | 0      | 0     | 0      | 41*  | 8.º* |
| Total |                      |                                  | 178      | 12        | 40     | 2     | 12     | 1314 |      |

- * Temporada en curso.

#### Carreras por año
(Carreras en negrita indica pole position, carreras en cursiva indica vuelta rápida)
| Año  | Moto   | 1      | 1      | 1       | 2       | 2      | 2      | 3      | 3      | 3       | 4       | 4      | 4       | 5       | 5      | 5      | 6      | 6       | 6      | 7       | 7      | 7      | 8       | 8      | 8       | 9      | 9      | 9       | 10     | 10     | 10     | 11     | 11     | 11     | 12      | 12      | 12     | 13    | 13    | 13    | Pos. | Pts. |
| Año  | Moto   | R1     | CS     | R2      | R1      | CS     | R2     | R1     | CS     | R2      | R1      | CS     | R2      | R1      | CS     | R2     | R1     | CS      | R2     | R1      | CS     | R2     | R1      | CS     | R2      | R1     | CS     | R2      | R1     | CS     | R2     | R1     | CS     | R2     | R1      | CS      | R2     | R1    | CS    | R2    | Pos. | Pts. |
| ---- | ------ | ------ | ------ | ------- | ------- | ------ | ------ | ------ | ------ | ------- | ------- | ------ | ------- | ------- | ------ | ------ | ------ | ------- | ------ | ------- | ------ | ------ | ------- | ------ | ------- | ------ | ------ | ------- | ------ | ------ | ------ | ------ | ------ | ------ | ------- | ------- | ------ | ----- | ----- | ----- | ---- | ---- |
| 2020 | Ducati | AUS 3  | AUS 3  | AUS 3   | SPA 1   | SPA 2  | SPA 1  | POR 7  | POR 5  | POR 2   | SPA 1   | SPA 2  | SPA 4   | SPA Ret | SPA 1  | SPA 3  | SPA 2  | SPA 8   | SPA 6  | FRA 5   | FRA 4  | FRA 1  | POR Ret | POR 6  | POR 2   |        |        |         |        |        |        |        |        |        |         |         |        |       |       |       | 2.º  | 305  |
| 2021 | Ducati | SPA 4  | SPA 8  | SPA 1   | POR 1   | POR 3  | POR 16 | ITA 4  | ITA 4  | ITA 4   | GBR Ret | GBR 18 | GBR 4   | NED 2   | NED 5  | NED 2  | CZE 2  | CZE 2   | CZE 1  | SPA 1   | SPA 1  | SPA 2  | FRA 12  | FRA 5  | FRA 3   | SPA 1  | SPA 15 | SPA 3   | SPA 3  | SPA C  | SPA 2  | POR 2  | POR 2  | POR 2  | ARG 9   | ARG 2   | ARG 1  | INA 3 | INA C | INA 2 | 3.º  | 501  |
| 2022 | BMW    | SPA 15 | SPA 12 | SPA Ret | NED 9   | NED 11 | NED 5  | POR 8  | POR 7  | POR 11  | ITA 10  | ITA 11 | ITA 9   | GBR 4   | GBR 3  | GBR 5  | CZE 3  | CZE 8   | CZE 4  | FRA 2   | FRA 5  | FRA 6  | SPA Ret | SPA 8  | SPA Ret | POR 18 | POR 13 | POR 7   | ARG 7  | ARG 14 | ARG 9  | INA 12 | INA 6  | INA 6  | AUS 16  | AUS 6   | AUS 6  |       |       |       | 8.º  | 204  |
| 2023 | BMW    | AUS 9  | AUS 14 | AUS 13  | INA Ret | INA 9  | INA 10 | NED 10 | NED 8  | NED 7   | SPA Ret | SPA 12 | SPA Ret | ITA 11  | ITA 11 | ITA 14 | GBR 8  | GBR 9   | GBR 4  | ITA 10  | ITA 9  | ITA 8  | CZE 4   | CZE 13 | CZE 8   | FRA 7  | FRA 20 | FRA Ret | SPA 11 | SPA 11 | SPA 14 | POR 15 | POR 13 | POR 14 | SPA Ret | SPA Ret | SPA 8  |       |       |       | 14.º | 126  |
| 2024 | BMW    | AUS 11 | AUS 17 | AUS 17  | BAR 17  | BAR 12 | BAR 11 | NED 8  | NED 10 | NED Ret | MIS 15  | MIS 14 | MIS 12  | GBR Ret | GBR 4  | GBR 4  | CZE 15 | CZE Ret | CZE 13 | POR Ret | POR 17 | POR 14 | FRA 4   | FRA 4  | FRA 8   | ITA 13 | ITA 13 | ITA 12  | ARA 11 | ARA 10 | ARA 11 | EST 12 | EST 10 | EST 11 | SPA 14  | SPA 12  | SPA 12 |       |       |       | 15.º | 107  |
| 2025 | Ducati | AUS 5  | AUS 4  | AUS 4   | POR Ret | POR 15 | POR 15 | NED 10 | NED 6  | NED 19  | ITA     | ITA    | ITA     | CZE     | CZE    | CZE    | MIS    | MIS     | MIS    | GBR     | GBR    | GBR    | HUN     | HUN    | HUN     | FRA    | FRA    | FRA     | ARA    | ARA    | ARA    | EST    | EST    | EST    | SPA     | SPA     | SPA    |       |       |       | 8.º* | 41*  |

- * Temporada en curso.